# 下鶉駅
下鶉駅（しもうずらえき）は、北海道空知郡上砂川町字鶉にあった北海道旅客鉄道（JR北海道）函館本線（上砂川支線）の駅（廃駅）である。電報略号はシス。事務管理コードは▲130169。上砂川支線の廃線に伴い1994年（平成6年）5月16日に廃駅となった。

## 歴史

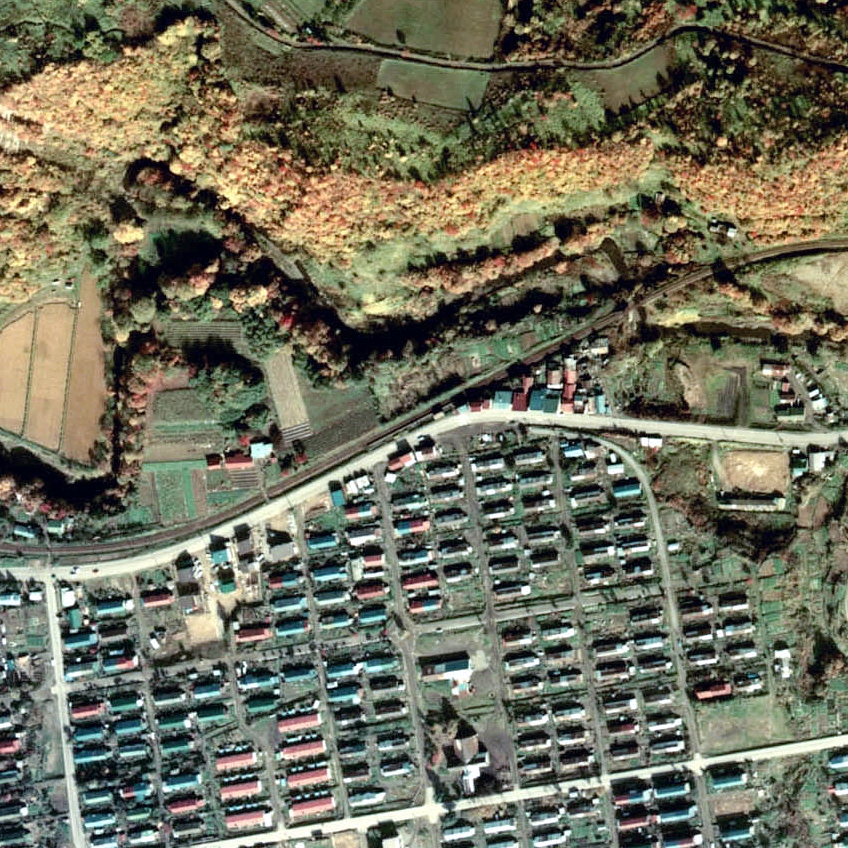
1976年の下鶉駅と周囲500m範囲。左が砂川方面。

ディーゼルカー導入に伴い、上砂川町と三井鉱山が設置費の一部を負担することにより開設された。

### 年表
- 1959年（昭和34年）12月18日：国有鉄道函館本線（上砂川支線）の下鶉駅として開業[1]。旅客のみ取扱い[1]。
- 1962年（昭和37年）4月1日：業務委託化。
- 1984年（昭和59年）4月1日：無人化[4]。
- 1987年（昭和62年）4月1日：国鉄分割民営化によりJR北海道に継承[1]。
- 1994年（平成6年）5月16日：上砂川支線の廃線に伴い廃止となる[1]。

### 駅名の由来
当駅の所在する地名（鶉（））に「下」を付する。

## 駅構造
廃止時点で、単式ホーム1面1線を有する地上駅であった。ホームは線路の南側（上砂川方面に向かって右手側）に存在した。
無人駅となっていたが、有人駅時代の駅舎が残っていた。駅舎は構内の西側に位置し、線路よりも高台にありホームから階段を上った。ホームには待合室を有した。

## 利用状況
- 1981年度（昭和56年度）の1日乗降客数は30人[5]。
- 1992年度（平成4年度）の1日乗降客数は14人[6]。

## 駅周辺
山に囲まれたひっそりとした集落であった。
- 北海道道115号芦別砂川線
- パンケウタシナイ川[5]
- 北海道中央バス「下鶉」停留所

## 駅跡
1997年（平成9年）時点で既に痕跡は消えていた。2010年（平成22年）時点でも同様であった。
また1997年（平成9年）時点では駅跡の砂川方に「第一歌志内川橋梁」、上砂川方に「第二歌志内川橋梁」のプレートガーダー橋が残存していたが、2010年（平成22年）時点では「第二歌志内川橋梁」のみ残存している。

## 隣の駅
北海道旅客鉄道（JR北海道）
函館本線（上砂川支線）
砂川駅 - 下鶉駅 - 鶉駅